# Playlist (Cochi e Renato)
Playlist è la settima raccolta del duo Cochi e Renato, pubblicata nel 2016.

## Descrizione
L'album raccoglie 19 brani dalla discografia Cochi e Renato, registrati tra il 1973 e il 1978, periodo nel quale erano sotto contratto con la Derby/CGD.
Il disco è stato pubblicato nel 2012 dalla Rhino Records in un'unica edizione, in formato CD, con numero di catalogo 5054197048326.

## Tracce
1. Canzone intelligente
2. E, la vita la vita
3. A me mi piace il mare
4. Come porti i capelli bella bionda
5. El porompompero
6. La gallina
7. Il reduce
8. Il bonzo
9. Sturmtruppen
10. Silvano
11. O' mangià el pes
12. La moto
13. Libe-libe-là
14. La fortuna ha le mutande rosa
15. Lo sputtanamento

## Crediti
- Cochi Ponzoni - voce, chitarra
- Renato Pozzetto - voce, chitarra
- Enzo Jannacci - voce, arrangiamenti, direzione artistica
- Achille Manzotti - produzione discografica

## Edizioni
- 2012 - Playlist (Rhino Records, 5054197048326, CD)